# Rio Santana (vattendrag i Brasilien, Paraná, lat -24,98, long -49,40)
Rio Santana är ett vattendrag i Brasilien.   Det ligger i delstaten Paraná, i den södra delen av landet, 1 000 km söder om huvudstaden Brasília.
I omgivningarna runt Rio Santana växer i huvudsak städsegrön lövskog. Runt Rio Santana är det ganska glesbefolkat, med 38 invånare per kvadratkilometer.